# Maria Branyas Morera
Maria Branyas Morera   (San Francisco, 4 de març de 1907 - Olot, 19 d'agost de 2024) va ser una supercentenària catalana. Des del dia 17 de gener de 2023 s'havia convertit en la persona més longeva del món. Havia esdevingut la segona del món el 19 d'agost del 2022 i la primera de l'Estat el 22 de desembre del 2019. Anteriorment, també s'havia convertit en la persona més gran del món que havia sobreviscut a la covid-19 als 113 anys. El cas de Maria Branyas formarà part d'un documental de Sam Green sobre les persones més longeves del món.

## Biografia
Maria Branyas Morera va néixer el 4 de març de 1907 a San Francisco, Califòrnia, on la família s'havia mudat l'any anterior. Filla d'un periodista expatriat navarrès de Pamplona i d'una mare catalana, tenia un germà i dues germanes. A partir del 1909 va viure a San Francisco, i el 1911 va mudar-se amb la seva família a Nova Orleans. Allà el seu pare fundà la revista Mercurio, destinada al públic llatinoamericà, que en poc temps va aconseguir força èxit.

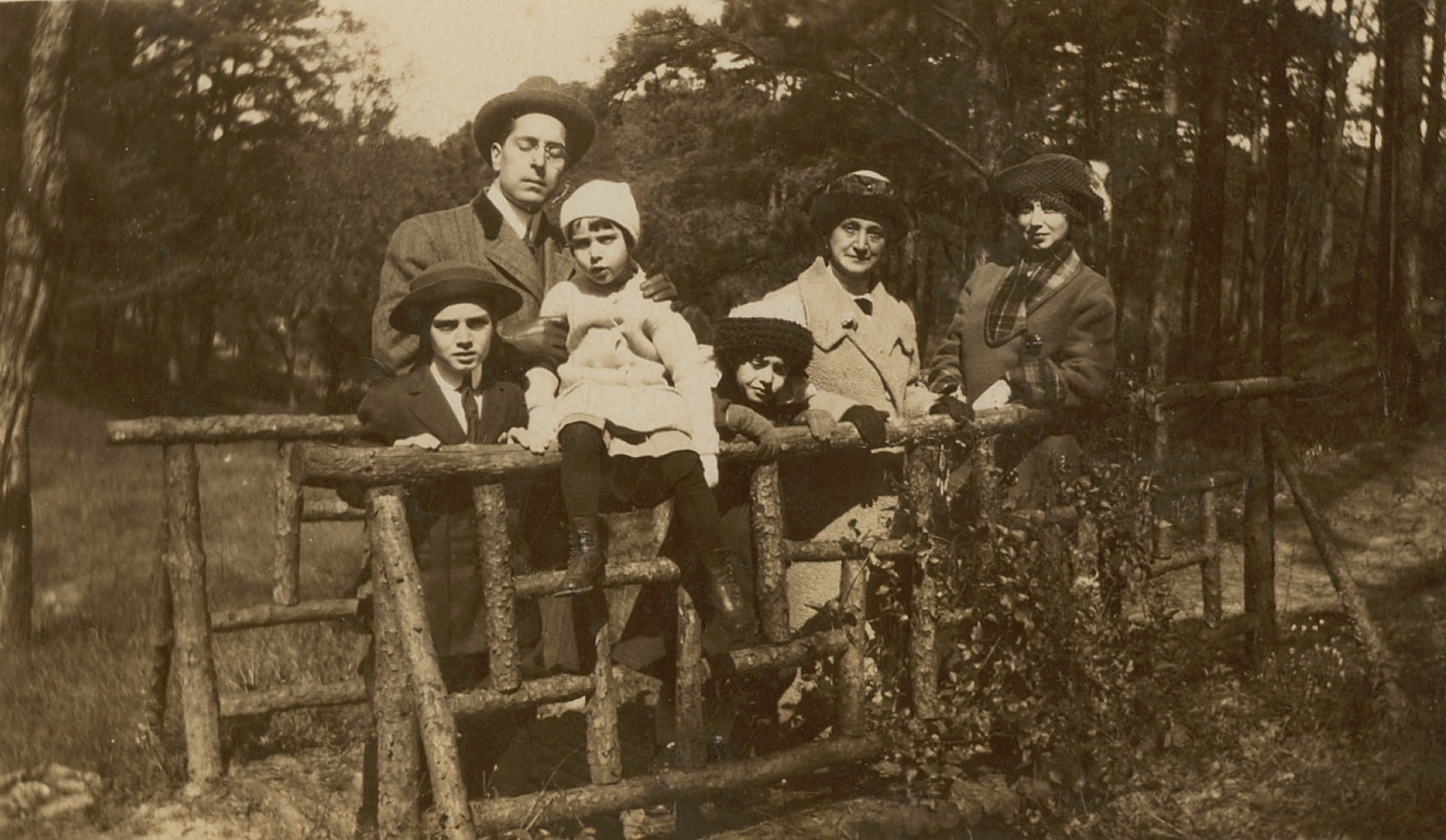
Maria Branyas, asseguda sobre la barana de fusta i envoltada de la seva família l'any 1911 a Nova Orleans (EUA).

El 1915, en plena Primera Guerra Mundial, el seu pare, Josep Branyas, va emmalaltir i la família va decidir tornar al seu lloc d'origen, Catalunya. Durant aquest viatge el seu pare va morir de tuberculosi al vaixell, mentre que ella va patir una caiguda que, encara que sense adonar-se'n en un primer moment i segons els seus propis testimonis, li feu perdre l'audició en una de les orelles, un problema que arrossegà la resta de la vida. Mare i filla es van instal·lar a Barcelona. En aquesta època les seves aficions eren el tennis i la música, ja que va aprendre a tocar el piano al conservatori del Liceu. Després es van desplaçar a Banyoles, on la Maria es va formar en aptituds com ara la lectura, l'escriptura, la música i la pintura. Un cop instal·lades, comprarien una segona residència d'estiueig a la Costa Brava, on va conèixer el metge de Llagostera Joan Moret, amb qui es va casar el 1931 i va compartir matrimoni quatre dècades. Van tenir tres fills, als quals seguirien onze nets i tretze besnets.
La parella es va mudar a la Rambla de Girona. En esclatar la Guerra Civil a Espanya es van veure obligats a marxar a França juntament amb els seus dos fills, Augusto i María Teresa. Això es va deure a la posició del marit de Maria, que en ser metge era vist com una persona favorable als revoltats, arribant a aparèixer en una llista de perseguits com a enemics de la República.
El Joan i un company de feina van ser els que van haver de fugir primer de Catalunya; es van ocultar en una casa d'unes cosines a Olot, fins que van poder travessar a peu la frontera francesa amb la Catalunya del Nord. Més tard, la Maria va haver de fugir acompanyada dels seus fills, tots dos de poca edat. Van travessar la frontera per la duana amagats al darrere d'un camió d'un transportista francès.
El marit, com a metge, havia d'anar al front de guerra a curar els ferits, indiferentment del bàndol a què pertanyessin. Va ser durant aquest període quan, per ajudar-lo, la Maria va exercir d'infermera al seu costat. Passades gran part de les penúries de la postguerra, amb més pau al carrer i més estabilitat econòmica per a la majoria de la població, la Maria, que a banda de ser la mestressa de casa i tenir cura dels seus fills i de les tasques domèstiques, va fomentar relacions d'amistat i va tenir una vida social molt activa, fent molts viatges i esport.

## Longevitat
Des dels 92 anys, i després d'una vida tranquil·la passades situacions significatives com dues pandèmies (la de grip espanyola i la de la COVID-19), la Guerra Civil espanyola i la postguerra durant el franquisme, va viure en una residència de gent gran que ella mateixa va triar a Olot: Santa Maria del Tura.
A l'edat de 113 anys, el 2020, esdevingué la persona més longeva que va contraure la Covid-19, encara que de manera asimptomàtica. Quan Josefa Santos González va morir el 22 de desembre del 2019, Branyas es va convertir oficialment en la persona viva més longeva dels Països Catalans i també d'Espanya. El 17 de gener del 2023, després de la mort de l'occitana Lucile Randon, fou proclamada la persona viva més longeva del món, l'edat de la qual és validada oficialment per comitès de gerontologia i rècords internacionals. El 10 de juliol de 2023 esdevingué la persona catalana més longeva de tots els temps l'edat de les quals s'ha pogut documentar oficialment en igualar Jeanne Bot (de 116 anys i 128 dies). El 20 de juliol del 2024, en assolir els 117 anys i 138 dies, es va convertir en la vuitena persona més longeva de la història documentada i la tercera europea en el mateix àmbit, i va superar així Emma Morano, segons l'anàlisi del Gerontology Research Group.
El plenari de l'ajuntament de San Francisco, a Califòrnia, va declarar el 7 de novembre de 2023 com el "Dia Maria Branyas" tant a la ciutat com al comtat de San Francisco. El plenari va homenatjar la persona més gran del món, que va viure els darrers anys a la Residència Santa Maria del Tura d'Olot, perquè "continua inspirant al món amb la seva longevitat, perseverança, bon sentit de l'humor, seny, gran coneixement institucional, energia i profunda saviesa".